# Kaloula kalingensis
Kaloula kalingensis là một loài ếch trong họ Nhái bầu. Đây là loài đặc hữu của Philippines.
Môi trường sống tự nhiên của chúng là các khu rừng ẩm ướt đất thấp nhiệt đới hoặc cận nhiệt đới, các khu rừng vùng núi ẩm nhiệt đới hoặc cận nhiệt đới, đất canh tác, vùng đồng cỏ, và các đồn điền. Loài này đang bị đe dọa do mất môi trường sống.